# Pseudochondrostoma willkommii
Pseudochondrostoma willkommii är en fiskart som först beskrevs av Steindachner, 1866.  Pseudochondrostoma willkommii ingår i släktet Pseudochondrostoma och familjen karpfiskar. IUCN kategoriserar arten globalt som sårbar. Inga underarter finns listade i Catalogue of Life.